# Robert Edward Munn
Robert Edward (Ted) Munn (1919–2013) est un climatologue et météorologue canadien spécialisé dans la pollution atmosphérique, les changements climatiques, les politiques environnementales et leurs impacts,.

## Biographie
Robert Munn est né à Winnipeg, Manitoba. C'est un des petits-fils de Stuart Jenkins, un écrivain bien connu de la revue Scientific American dans les années 1890, dont les conférences sur les sciences naturelles ont aidé à développer l'intérêt de Munn dans les sciences et amené à étudier à l'université McMaster, Hamilton, Ontario.
À l'obtention de son diplôme en 1941, Munn est devenu un météorologue opérationnel et fut posté de 1943 à 1949 à Gander, Terre-Neuve. Il y a fait des prévisions météorologiques et des présentations pour le RAF Ferry Command et les pilotes traversant vers la Grande-Bretagne durant la Seconde Guerre mondiale. À la fin des années 1950, Robert Munn s'est inscrit au doctorat à l'Université du Michigan où il gradua au début des années 1960. Au moment de sa graduation, il était le seul météorologue canadien avec une expertise en pollution atmosphérique.
Munn a travaillé ensuite au Service de l'environnement atmosphérique d'Environnement Canada comme chef de la recherche atmosphérique, où il est devenu un des experts mondiaux dans le domaine, puis à l'université de Toronto en 1977.  Il a passé en outre un hiver à Stockholm avec Bert Bolin pour faire de la recherche sur la question des pluies acides. En 1983, il a été nommé chef du groupe environnemental de l'Institut international d'analyse appliquée des systèmes à Vienne en Autriche,.
En 1990, il retourna à l'Université de Toronto, à l'Institut d'études environnementales où il enseigna un cours sur le changement environnemental mondial et édita une encyclopédie de cinq volumes intitulée Global Environmental Change,. À Paris, avec le Comité scientifique sur les problèmes de l'environnement, ses efforts permirent de rassembler les communautés scientifiques et décisionnelles. Avec le Programme des Nations unies pour l'environnement, il a contribué à forger une analyse des questions émergentes au XXIe siècle.

## Notoriété et affiliations
Robert Munn a présidé la branche canadienne de la Royal Meteorological Society de 1964 à 1966, ainsi que plusieurs comités internationaux, dont l'Organisation météorologique mondiale (OMM) et du Conseil international pour la science (CIUS). Pendant 17 ans il fut rédacteur en chef de la série de 60 volumes SCOPE traitant des sujets interdisciplinaires sur l'environnement,.
Munn a été le fondateur de la revue météorologique Boundary-Layer Meteorology. Il a reçu en 1972, la médaille Patterson pour l'excellence de son travail en météorologie au Canada.
Il fut élu Fellow de la Société royale du Canada en 1985 et a publié plusieurs livres et de nombreux articles scientifiques sur des sujets environnementaux.

## Publications
- (en) Robert Edward Munn, Biometeorological Methods (Environmental sciences), New York et Londres, Pergamon Press/Academic Press, 1970, 336 p. (ISBN 0-12-510250-X et 978-0-12-510250-6).
- (en) Ted Munn (dir.), The Encyclopedia of Global Environmental Change, Wiley, 2002 (lire en ligne)[10].
- (en) Ted Munn, Global Environmental Monitoring Systems (GEMS) : Action Plan for Phase I, ICSU-SCOPE, 1973 (lire en ligne).
- (en) R.E. Munn, J.W.M. la Rivière et N. van Lookeren Campagne, Policy Making in an Era of Global Environmental Change, Springer Science & Business Media, 31 juillet 1996, 11– (ISBN 978-0-7923-3872-7, lire en ligne).
- (en) R. E. Munn, John R. Garratt et P.A. Taylor, Boundary-Layer Meteorology 25th Anniversary Volume, 1970–1995 : Invited Reviews and Selected Contributions to Recognise Ted Munn's Contribution as Editor Over the Past 25 Years, Springer Science & Business Media, 30 septembre 1996, 418 p. (ISBN 978-0-7923-4191-8, lire en ligne).